# Regierungsbezirk Freiburg
Der Regierungsbezirk Freiburg, auch Südbaden genannt, ist einer von vier Regierungsbezirken im Land Baden-Württemberg (Deutschland). Jene stehen in der Hierarchie zwischen den Landkreisen und der Landesregierung.

## Geographie
Der Regierungsbezirk Freiburg liegt im Südwesten Baden-Württembergs und hieß bis 31. Dezember 1972 Regierungsbezirk Südbaden. Allerdings hatte er damals noch einen anderen Zuschnitt. Im Süden grenzt er an die Schweiz, im Westen an das Elsass (Frankreich), im Norden an den Regierungsbezirk Karlsruhe und im Osten an den Regierungsbezirk Tübingen. In seiner heutigen Ausdehnung geht er auf die Verwaltungs- und Gebietsreform aus dem Jahre 1973 zurück. Gemäß der europäischen „Systematik der Gebietseinheiten für die Statistik“ ist der Regierungsbezirk Freiburg eine NUTS-2-Region.

## Geschichte
Der Regierungsbezirk Freiburg besteht seit der Bildung Baden-Württembergs im Jahr 1952. Seine Behörde, das Regierungspräsidium, war seit diesem Zeitpunkt im Wesentlichen für das Gebiet des ehemaligen Bundeslandes Baden (Hauptstadt Freiburg im Breisgau) zuständig, das nach dem Zweiten Weltkrieg aus der französischen Besatzungszone hervorgegangen war und den südlichen Teil des von 1806 bis 1945 bestehenden Landes Baden umfasste.
Der Verwaltungsbezirk hieß daher zunächst Regierungsbezirk Südbaden.
Bei der Gebietsreform, die zum 1. Januar 1973 in Kraft trat, wurden die Gebiete um Rastatt und Baden-Baden an den Regierungsbezirk Karlsruhe, sowie Überlingen und Meßkirch an den Regierungsbezirk Tübingen übertragen. Dafür wurde der Zuständigkeitsbereich des Regierungspräsidiums Freiburg auf die Landkreise Rottweil und Tuttlingen ausgedehnt. Da die Behörde somit auch für ehemals württembergische Gebiete zuständig ist, wurde der Regierungsbezirk Südbaden in Regierungsbezirk Freiburg umbenannt.

## Bevölkerungsentwicklung
Die Einwohnerzahlen sind Volkszählungsergebnisse (¹) oder amtliche Fortschreibungen des Statistischen Landesamts Baden-Württemberg (nur Hauptwohnsitze).
| Jahr              | Einwohnerzahlen |
| ----------------- | --------------- |
| 31. Dezember 1973 | 1.863.465       |
| 31. Dezember 1975 | 1.852.477       |
| 31. Dezember 1980 | 1.865.282       |
| 31. Dezember 1985 | 1.880.475       |
| 27. Mai 1987 ¹    | 1.869.032       |
| 31. Dezember 1990 | 1.977.857       |

| Jahr              | Einwohnerzahlen |
| ----------------- | --------------- |
| 31. Dezember 1995 | 2.087.042       |
| 31. Dezember 2000 | 2.137.625       |
| 31. Dezember 2005 | 2.190.727       |
| 31. Dezember 2015 | 2.224.535       |
| 31. Dezember 2020 | 2.276.924       |

## Organisation

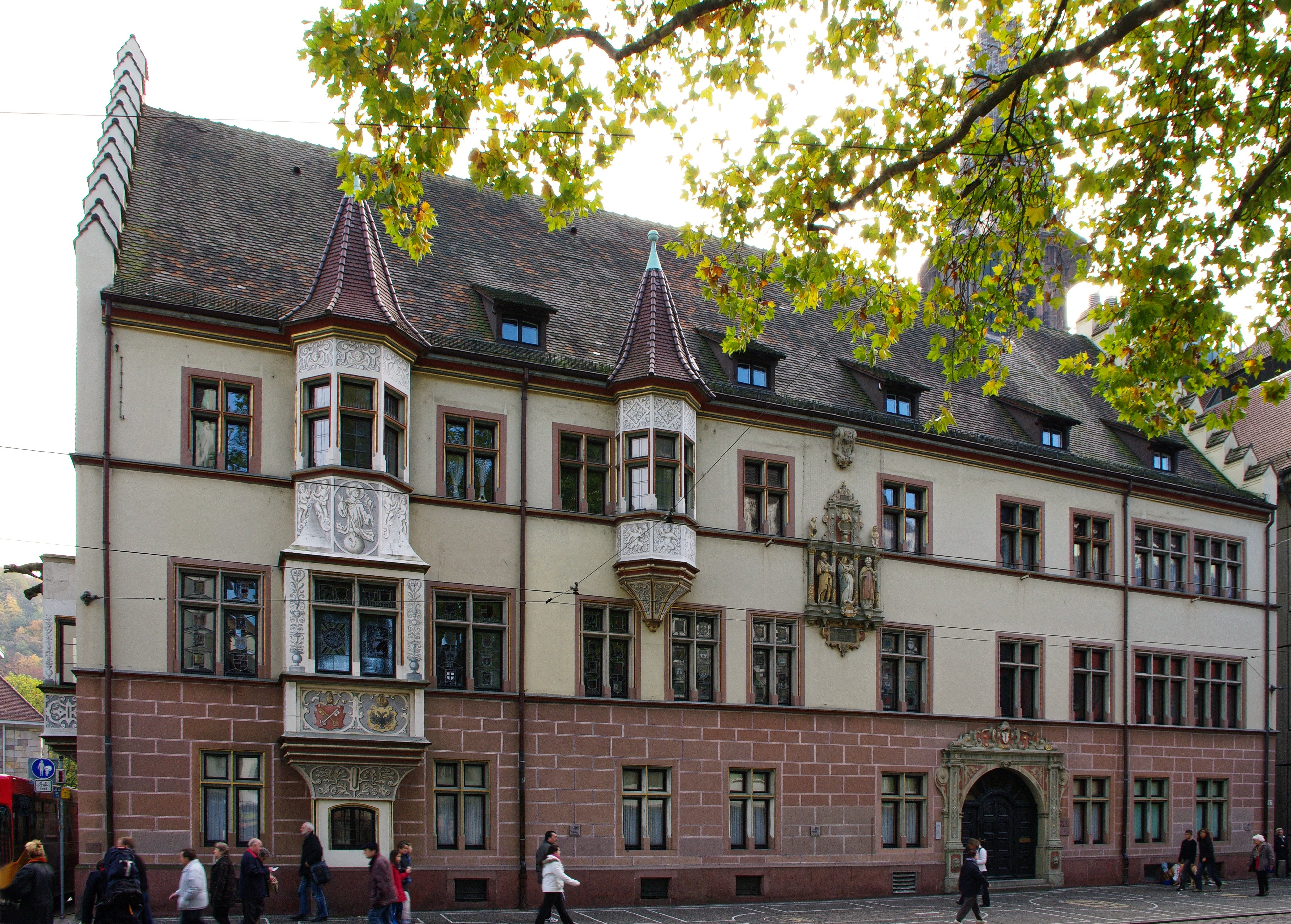
Dienstgebäude Basler Hof

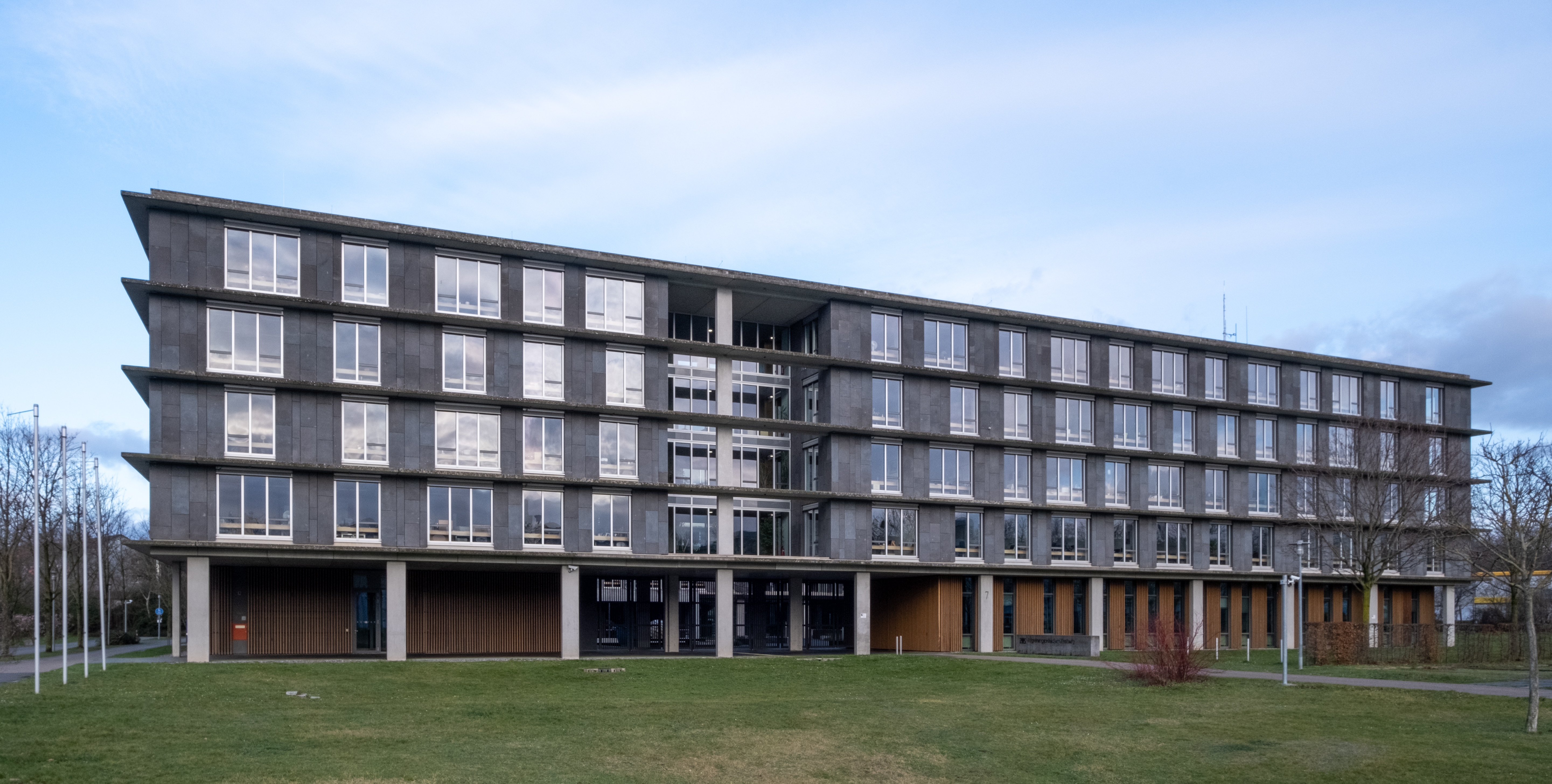
Dienstgebäude Betzenhausen

Oberste Behörde ist das Regierungspräsidium mit Hauptsitz im historischen Basler Hof in der Altstadt von Freiburg im Breisgau, erbaut um 1500 durch Konrad Stürtzel, Hofkanzler Kaiser Maximilians I.  Daneben unterhält es in Freiburg weitere acht Standorte. Größter Standort ist dabei der Neubau des Regierungspräsidiums im Stadtteil Betzenhausen, der auch die offizielle Hausanschrift ist.
Die Leitung des Regierungspräsidiums mit mehr als 1700 Mitarbeitern obliegt jeweils einem vom Ministerpräsidenten ernannten politischen Beamten, dem Regierungspräsidenten. Dem Regierungspräsidium übergeordnet ist das Ministerium des Inneren, für Digitalisierung und Kommunen.

### Regierungspräsidenten seit 1952
- 1952–1957: Paul Waeldin (FDP)
- 1958–1967: Anton Dichtel (CDU)
- 1967–1979: Hermann Person (CDU)
- 1979–1991: Norbert Nothhelfer (CDU)
- 1991–1998: Conrad Schroeder (CDU)
- 1998–2007: Sven von Ungern-Sternberg (CDU)
- 2008–2012: Julian Würtenberger (CDU)
- 2012–2024: Bärbel Schäfer (parteilos)[4][5]
- seit 1. April 2024: Carsten Gabbert (Bündnis 90/Die Grünen)

### Aufgaben des Regierungspräsidiums
Das Regierungspräsidium ist für die Umsetzung der gesetzlichen Aufgaben und landespolitischen Ziele im Regierungsbezirk verantwortlich. Zu den Aufgaben zählen insbesondere: Bauwesen, Forstwirtschaft, Gesundheitswesen, Grenzüberschreitende Zusammenarbeit an Oberrhein, Hochrhein und Bodensee und europäische Angelegenheiten, Landwirtschaft, Ländlicher Raum, Lebensmittelwesen, Landespolizeidirektion, Raumordnung, Obere Schulaufsichtsbehörde, Sozialwesen, Steuerung, Straßenwesen, Umweltschutz, Verkehr, Verwaltung, Veterinärwesen, Wasserwirtschaft, Wirtschaft.

## Verwaltungsgliederung
- 3 Regionalverbände
- 9 Landkreise, 1 Stadtkreis
- 301 Städte und Gemeinden, darunter 1 Stadtkreis und 20 Große Kreisstädte

Die Regionalverbände mit ihren Stadt- und Landkreisen:
- Regionalverband Hochrhein-Bodensee:
  - Landkreis Konstanz (KN, STO (BÜS))
  - Landkreis Lörrach (LÖ)
  - Landkreis Waldshut (WT, SÄK)
- Verband Region Südlicher Oberrhein:
  - Stadtkreis Freiburg im Breisgau (FR)
  - Landkreis Breisgau-Hochschwarzwald (FR, MÜL, NEU)
  - Landkreis Emmendingen (EM)
  - Ortenaukreis (OG, BH, KEL, LR, WOL)
- Region Schwarzwald-Baar-Heuberg:
  - Landkreis Rottweil (RW)
  - Schwarzwald-Baar-Kreis (VS, DS)
  - Landkreis Tuttlingen (TUT)

Die 20 Großen Kreisstädte (unterstehen der Fachaufsicht des Regierungspräsidiums):
1. Achern
2. Bad Krozingen
3. Donaueschingen
4. Emmendingen
5. Kehl
6. Konstanz
7. Lahr/Schwarzwald
8. Lörrach
9. Oberkirch
10. Offenburg
11. Radolfzell am Bodensee
12. Rheinfelden (Baden)
13. Rottweil
14. Schramberg
15. Singen (Hohentwiel)
16. Tuttlingen
17. Villingen-Schwenningen
18. Waldkirch
19. Waldshut-Tiengen
20. Weil am Rhein

## Wirtschaft
Im Vergleich mit dem Bruttoinlandsprodukt pro Kopf der Europäischen Union, ausgedrückt in Kaufkraftparität, erreichte der Regierungsbezirk Freiburg im Jahr 2015 einen Index von 120 (EU-28 = 100).